# USM Annaba
Union Sportive de la Medina d’Annaba w skrócie USM Annaba (arab. ‏اتحاد عنابة الرياضي‎) – algierski klub sportowy z siedzibą w Annabie, grający w drugiej, a niegdyś w pierwszej lidze algierskiej.

## Sukcesy
- II liga[1]:
  - mistrzostwo (1): 2006/2007.

## Stadion
Domowe mecze klub rozgrywa na stadionie o nazwie Stadion 19 Maja 1956 w Annabie. Stadion może pomieścić 52000 widzów.